# Spea
A Spea a kétéltűek (Amphibia) osztályába, a békák (Anura) rendjébe és a lapátlábúbéka-félék (Scaphiopodidae) családjába  tartozó nem. A varangyféléktől (Bufonidae) jelentősen különböznek, pupillájuk függőleges, nincs parotoid mirigyük, bőrük viszonylag sima. Jellegzetes vonásuk a hátsó lábukon található lapátszerű kinövés, amiről a család a nevét kapta. Ezzel a képződménnyel laza talajban könnyedén ásnak. Tudományos nevük is erre utal: skaphís (σκαφίς, ‘lapát, ásó’) és pous (πούς, ‘láb’). A faj Észak-Amerikában honos.

## Rendszerezés
A nembe az alábbi fajok tartoznak:
- Spea bombifrons (Cope, 1863)
- Spea hammondii (Baird, 1859)
- Spea intermontana (Cope, 1883
- Spea multiplicata (Cope, 1863)